# Oxira robusta
Oxira robusta là một loài bướm đêm trong họ Noctuidae.